# جائزة الإبداع العربي
أطلقت مؤسسة الفكر العربي “جائزة الإبداع العربي” في العام 2007 بهدف الإضاءة على الأعمال الإبداعيّة، والتحفيز على الإبداع، وتسليط الضوء على الإنجازات المتميّزة والأفكار الاستثنائية والأعمال الخلّاقة والطاقات المبدعة، خصوصاً لدى الفئات العمرية الشابّة، تحقيقاً لرؤية المؤسّسة وإسهاماً منها في نشر ثقافة الإبداع وتعزيزها.
ودأبت المؤسّسة على إعلاء قيمة الإبداع، إيماناً منها بما للأفكار الخلّاقة والمبادرات الرائدة من دور فاعل في تنمية المجتمعات العربيّة، وذلك من خلال «جائزة الإبداع العربيّ» التي تسلّط الضوء على أعلام الأدب والفكر والاقتصاد والفنّ والإعلام والاجتماع.
وتمنح المؤسّسة “جائزة الإبداع العربيّ” خلال حفل عشاء تنظّمه على هامش مؤتمر فكر السنويّ بحضور مسؤولين رفيعي المستوى، وقادة فاعلين من القطاعين العامّ والخاصّ، ومفكّرين، وصنّاع قرار، واستراتيجيّين، وممثّلين عن منظّمات المجتمع المدني، ونخبة من كبار رجال الثقافة والفكر والإعلام والخبراء والشباب. كما تمنح خلال الحفل جائزة مسيرة عطاء لشخصيّات عربيّة قياديّة أو هيئات كان لها دور استثنائيّ في بلدها.

## الأهداف
تحفيز مناخ الإبداع وتنافس المبدعين العرب في المجالات الأدبية والاقتصادية والمجتمعية والإعلامية والفنية.
نشر ثقافة الإبداع في المجتمع العربي وإبراز دورها في التنمية.
تكريم المبدعين والتعريف بإنجازاتهم.

## مجالات الجائزة
تمنح الجائزة في سبعة مجالات إبداعية هي:
- الإبداع العلميّ
- الإبداع التقني
- الإبداع الاقتصادي
- الإبداع المجتمعي
- الإبداع الإعلامي
- الإبداع الأدبي
- الإبداع الفنّي

## قيمة الجائزة
يحصل الفائز في كلّ مجال على درع الجائزة وشهادة تقدير، و جائزة نقديّة بقيمة 50 ألف دولار أميركي لجائزة الإبداع لأهمّ كتاب، و25 ألف دولار أميركي للمجالات الأخرى.

## الفائزون
| السنة | الفائز                      | الجائزة                 |
| ----- | --------------------------- | ----------------------- |
| 2017  | فردريك معتوق                | جائزة الإبداع لأهم كتاب |
| 2017  | عبد العزيز بن عثمان بن صقر  | جائزة الإبداع الإعلامي  |
| 2017  | جورج إيلي كرم               | جائزة الإبداع المجتمي   |
| 2017  | عبد الواحد استيتو           | جائزة الإبداع الادبي    |
| 2017  | نصار محمد منصور             | جائزة الإبداع الفني     |
| 2017  | معهد العالم العربي في باريس | جائزة مسيرة عطاء        |